# Colette Jeannine Minka
 (décembre 2024).
 (novembre 2024).
Colette Jeannine Minka est une entrepreneure camerounaise.

## Biographie

### Enfance et débuts
Colette Jeannine Minka aspire à être professeur d’éducation physique. Sportive, elle participe à des compétitions de saut en longueur, en hauteur et d’autres spécialités. Après un baccalauréat A4, les services d’orientation la dirigent vers la sociologie. 
Son père magistrat s’oppose et lui demande de faire des études de droit. Colette Jeanine s’inscrit à l’université de Yaoundé dans les années 1976 à 1977 et obtient sa licence en 4 ans.
Après son diplôme, en 1982, le gouvernement camerounais lance la toute première campagne de recrutement de jeunes diplômés. Colette Jeanine Minka est admise au ministère du Travail et parmi les 1500 jeunes fonctionnaires recrutés.

### Carrière
Elle est active dans les emplois temporaires et a développé un service de flotte automobile avec voitures et chauffeurs à disposition des entreprises,.
La conjoncture en 1994, la dévaluation du FCFA ainsi que la libéralisation du secteur de l’emploi vont pousser Colette Jeanine à créer Emploi Service.
Affectée aux ressources humaines comme chef du bureau du personnel de la Délégation provinciale du travail du littoral, bénéficiant d'une procédure de regroupement pour rejoindre son mari, elle est aussi instructrice au Centre de formation professionnelle. La dévaluation du Franc CFA entraîne la baisse des salaires ainsi que plusieurs réformes. Avec un nouveau Code du travail, le secteur de l’emploi temporaire est libéralisé. Emploi Service naît en 1994 avec une dizaine de salariés et un seul client. L’entreprise va prendre de l’envol dans les années 1997-1998 avec le projet du pipeline Tchad-Cameroun grâce au placement de près de 3 000 salariés.
Colette Jeanine Minka a mis en place une entreprise de gestion de flotte automobile. Elle possède également un hôtel, une société de gardiennage et une imprimerie.